# Amaloxenops palmarum
Amaloxenops palmarum är en spindelart som först beskrevs av Rita Delia Schiapelli och Gerschman 1958.  Amaloxenops palmarum ingår i släktet Amaloxenops och familjen panflöjtsspindlar. Inga underarter finns listade i Catalogue of Life.